# Sibton
Sibton är en by och en civil parish i distriktet East Suffolk, Suffolk, England. Civil parish har 206 invånare (2001).